# Massimiliano Bellarte
Massimiliano Bellarte (Ruvo di Puglia, 30 novembre 1977) è un allenatore di calcio a 5 italiano; è soprannominato il "filosofo".

## Carriera

### Giocatore
Disputa una discreta carriera nei campionati regionali, terminata anticipatamente in seguito a un incidente stradale.

### Allenatore

#### Gli inizi in Puglia
Nel 2004 viene nominato allenatore del Ruvo Calcetto, squadra della sua città. Alla prima esperienza vince il campionato pugliese di Serie C1 e la Coppa Italia Nazionale di categoria, preceduta dalla vittoria della Coppa regionale. L'anno successivo conduce la squadra a un quinto posto finale nel girone D di Serie B.
Nella stagione 2006-2007 il presidente Vittorio Zizzari gli affida la panchina del Modugno, con cui Bellarte vince il proprio girone, cogliendo la promozione in Serie A2. In questa categoria guida la squadra rossonera per quattro stagioni, ottenendo come migliore risultato un secondo posto nel girone B al termine della stagione 2007-2008.

#### Acqua&Sapone
Nel 2011 assume la guida dell'abruzzese Acqua&Sapone con cui al primo anno centra l'accesso sia ai play-off scudetto che alla final eight di Coppa Italia. La stagione seguente si ripete, migliorando la prestazione nei play-off, dove la sua squadra viene eliminata dalla Luparense in semifinale.
Nella stagione 2013-2014 guida una formazione rinforzata con l'arrivo, dal Montesilvano, dei campioni d'Europa 2011 Mammarella, Cuzzolino e Calderolli. La squadra colleziona ottimi risultati, e il 16 marzo 2014, con la vittoria per 3-1 sulla Lazio, Bellarte vince la Coppa Italia; il suo primo trofeo con i nerazzurri. Ai play-off arriva in finale contro la blasonata Luparense; sembra il preludio di una stagione perfetta, che però si conclude a 5 minuti dalla fine di gara 5, con la doppietta di Canal che regala il quinto scudetto ai veneti.
La stagione successiva conquista il suo secondo trofeo con gli abruzzesi, sconfiggendo a domicilio per 6-1 la Luparense Supercoppa Italiana, mentre ai playoff si ferma in semifinale, sconfitto nel derby dal Pescara. Anche nella stagione 2015-2016 viene sconfitto in semifinale playoff, questa volta dalla favoritissima Asti, ma non senza mettere in seria difficoltà gli orange.

#### L'esperienza all'estero e il ritorno in Italia
Nell'estate 2016 lascia l'Acqua e Sapone dopo 5 stagioni e due trofei vinti e si trasferisce all'Halle-Gooik dove si laurea campione del Belgio al suo primo (e unico) anno. Vincerà anche durante la stagione, una supercoppa belga e una Coppa del Benelux. A fine stagione riceve il riconoscimento di miglior allenatore da parte della Federazione belga di calcio a 5. A fine stagione lascia i bianco-azzurri e torna in Italia firmando con un contratto con il Real Rieti, dove rimane per un solo anno, raggiungendo la semifinale play-off.

#### La parentesi nel femminile ed il primo scudetto
Nel gennaio del 2019 torna nella propria regione natale per la sua prima esperienza nel femminile, sostituendo Enrico Cocco sulla panchina della Salinis. Le margheritane chiudono la stagione regolare in cima alla classifica, ripetendosi anche nei play-off che valgono il primo scudetto della società, nonché il primo per lo stesso Bellarte.

#### Ritorno all'Acqua&Sapone
Il 19 giugno 2019, pochi giorni dopo la conquista dello scudetto con le rosanero, viene annunciato il suo ritorno sulla panchina dell'Acqua e Sapone, in sostituzione di Faustino Pérez.

#### Nazionale
Il 15 settembre 2020 Bellarte è nominato commissario tecnico della nazionale italiana; centrata la qualificazione al campionato europeo 2022, gli azzurri disputano un torneo deludente, venendo eliminati già al primo turno come ultimi del proprio girone. 

## Commentatore
Nel 2018, assieme ad altri colleghi, viene scelto da Fox Sports come commentatore tecnico per alcune partite degli Europei.

## Palmarès

### Competizioni nazionali

#### Maschile
- Coppa Italia: 1
Acqua&Sapone: 2013-14
- Supercoppa italiana: 1
Acqua&Sapone: 2014
- Campionato belga: 1
Halle-Gooik: 2016-17
- Supercoppa del Belgio: 1
Halle-Gooik: 2017
- Coppa del Benelux: 1
Halle-Gooik: 2017
- Campionato di Serie B: 1
Modugno: 2006-07
- Coppa Italia di Serie C: 1
Ruvo: 2004-05

#### Femminile
- Campionato italiano: 1
Salinis: 2018-19